# A casa
A casa (Home) è un romanzo della scrittrice statunitense Toni Morrison pubblicato nel 2012.

## Trama
Il ventiquattrenne Frank Money, un veterano afroamericano della guerra di Corea, fugge da un ospedale psichiatrico in cui è stato rinchiuso per motivi che non ricorda e comincia il lungo viaggio verso casa, a Lotus, in Georgia. Mentre viaggia verso il Sud del Paese, Frank deve fare i conti con il suo disturbo da stress post-traumatico e i ricordi di un'infanzia povera e infelice a casa. I suoi due unici grandi amici sono morti accanto a lui in Corea e dopo aver combattuto nell'esercito statunitense, ormai integrato, Frank deve tornare a fronteggiare il razzismo che continua a dilagare nell'America degli anni cinquanta.
Il suo ritorno a casa è stato causato da una lettera in cui lo si informa che l'amatissima sorella minore Cee è malata e prossima alla morte. Frank arriva dalla sorella appena in tempo e scopre che Cee lavorava come domestica di un ginecologo bianco che aveva fatto esperimenti medici su di lei con risultati disastrosi. Frank la porta via e insieme ritornano a Lotus, dove affida lo sorella alle cure di un gruppo di donne. Molto lentamente, Cee riacquisisce le forze e la salute, anche se a causa degli esperimenti non potrà mai rimanere incinta.
Di ritorno nell'odiata Lotus, Frank comincia a ritrovare la serenità distrutta dalla guerra, anche se ancora una volta è costretto ad affrontare il razzismo del Paese. Il nonno Salem gli racconta che una quindicina di anni prima un gruppo di uomini caucasici avevano rapito un padre e un figlio afroamericani e costretti a combattere fino alla morte proprio nei campi fuori Lotus; il padre aveva chiesto al figlio di ucciderlo e il ragazzo, a malincuore, aveva obbedito, salvandosi così la vita. Frank si rende conto di aver assistito durante l'infanzia alla frettolosa sepoltura dell'uomo fatto uccidere dai bianchi per divertimento ed insieme alla sorella si reca sulla tomba segreta per dare degna sepoltura alla salma.

## Edizioni
- A casa, a cura di Franca Cavagnoli, trad. Silvia Fornasiero, Milano, Frassinelli, 2012, ISBN 978-88-200-5274-4